# ژان میشل یواخیم
ژان میشل یواخیم (انگلیسی: Jean-Michel Joachim؛ زادهٔ ۳ مهٔ ۱۹۹۲) بازیکن فوتبال اهل فرانسه است.
از باشگاه‌هایی که در آن بازی کرده‌است می‌توان به باشگاه فوتبال کیدرمینستر هاریرس اشاره کرد.